# Master of His Home
Master of His Home è un film muto del 1917 diretto da Walter Edwards.

## Trama
La signora Drake vorrebbe che la figlia Millicent sposasse il ricco Van Tyle, uno dei più importanti esponenti della buona società. Ma la ragazza, contrastando i piani della madre, si innamora e si sposa con Carson Stewart, un cercatore d'oro. Il matrimonio tra i due viene presto messo in crisi dalle manovre della signora Drake, che cerca di mettere zizzania tra i due sposi e che, quando scopre che la figlia è rimasta incinta, la induce a voler abortire. Stewart, che desidera ardentemente un figlio, riparte deluso per l'Ovest. La moglie, accorgendosi dell'errore che sta per fare, segue il marito. Il nuovo nato farà ritrovare la serenità alla piccola famiglia felice.

## Produzione
Il film fu prodotto dalla Triangle Film Corporation.

## Distribuzione
Distribuito dalla Triangle Distributing, il film uscì nelle sale cinematografiche degli Stati Uniti nell'agosto 1917.